# Дёмкин, Андрей Владимирович
Андре́й Влади́мирович Дёмкин (род. 5 октября 1952, Москва) — советский и российский историк, доктор исторических наук.

## Биография
В 1978 году окончил Исторический факультет Московского государственного университета им. М. В. Ломоносова.
В настоящее время ведущий научный сотрудник Института российской истории РАН (работает с 1978 года).
Специализируется по социально-экономической и политической истории России XVII — начала XIX в.

### Звания
- Доктор исторических наук (1994). Тема — «Западноевропейское купечество в России в XVII в.»
- Тема кандидатской диссертации: «Торговые люди Верхневолжских городов во второй половине XVII — начале XVIII в. (к проблеме генезиса капиталистических отношений)» (1983)

### Монографии
- «Русское купечество в XVII—XVIII вв. Города Верхневолжья.» М., 1990.
- «Западноевропейское купечество в России в XVII в.» 2 вып. М., 1994.
- «Британское купечество в России XVIII в.» М., 1998.
- «Купечество и городской рынок России во второй четверти XVIII в.» М., 1998.
- «Городское предпринимательство в России на рубеже XVII—XVIII вв.» М., 2001.
- «Полотняное производство в России на рубеже XVIII—XIX вв.» М., 2004.
- «Обрабатывающая промышленность России в конце XVIII — начале XIX в.» М., 2008.ISBN 978-5-8055-0197-6
- «Лейб-компания императрицы Елизаветы Петровны (1741—1762 гг.).» М., 2009.
- Внутренняя политика Екатерины I и Верховного Тайного совета. М., 2011.
- «Дней Александровых прекрасное начало». Внутренняя политика Александра I в 1801—1805 гг. М., 2012.

#### Документальные публикации
- «Западноевропейские купцы и их товары в России в XVII в.» М., 1992.
- «Внешняя торговля России через Петербургский порт. 1764 г.» Ч. 1-2. М., 1996.

#### Учебные пособия
- «Торговля и промышленность России за тысячу лет (IX — начало XX в.).» Краткий очерк. М., 2005.
- «Смута» в Русском государстве XVII в. М., 2006.
- Россия после «Смуты». Попытка вернуть утраченное. Внутренняя и внешняя политика 10 — 50-х гг. XVII в. М., 2006.
- Княгиня Екатерина Романовна Дашкова — выдающийся мыслитель и политический деятель России второй половины XVII столетия. Краткий очерк. М., 2008.

#### Популярные издания
- «История России в лицах. Государственные деятели XVII в.» М., 2001 (в соавт.).
- «Дворцовые тайны. Царицы и царевны XVII в.» М., 2004 (в соавт. с Л. Е. Морозовой), ISBN 5-462-00205-X
- «Фаворитки: страсть и власть.» М., 2006. ISBN 5-462-00478-8